# Бедные тоже смеются
«Бедные тоже смеются» — четвёртый студийный альбом рэп-исполнителя Карандаша.

## Об альбоме
Среди сильных сторон пластинки Александр Горбачёв отмечал «качающий бит», ироничность и обыгрывание таких штампов как заимствование музыкантами одинаковых сэмплов, приевшиеся темы. По мнению критика, Карандашу лучше всего удаётся «хип-хоп о том, как делают хип-хоп».
На песню «Не знаменит, не молод, не богат» снят первый профессиональный клип Карандаша. После выхода альбома Карандаш принял решение на некоторое время прекратить концертную деятельность.

## Список композиций
| №                   | Название                                       | Длительность |
| ------------------- | ---------------------------------------------- | ------------ |
| 1.                  | «Интро»                                        | 1:54         |
| 2.                  | «Убей меня»                                    | 4:20         |
| 3.                  | «Встречай, Москва»                             | 3:53         |
| 4.                  | «Берег и море» (feat. Lenin)                   | 4:04         |
| 5.                  | «Как я пишу треки» (skit)                      | 0:35         |
| 6.                  | «Мужчины не танцуют» (feat. Варчун & Re-pac)   | 4:25         |
| 7.                  | «Не знаменит, не молод, не богат»              | 3:24         |
| 8.                  | «Что тебе надо для любви»                      | 3:42         |
| 9.                  | «Из 90-х»                                      | 3:20         |
| 10.                 | «Они будут счастливы» (feat. Lenin)            | 4:39         |
| 11.                 | «Что останется в памяти людей» (feat. Триада)  | 4:25         |
| 12.                 | «Иду»                                          | 3:38         |
| 13.                 | «Тёлки, деньги и мерседес»                     | 5:44         |
| 14.                 | «Попутного ветра» (feat. Дабл)                 | 4:21         |
| 15.                 | «Спорим»                                       | 3:13         |
| 16.                 | «Бедные тоже смеются» (feat. Shaman)           | 3:46         |
| 17.                 | «Тёлки, деньги и мерседес» (короткая версия)   | 5:34         |
| 18.                 | «Моя душа, моя кровь и мой пот» (feat. Варчун) | 3:37         |
| Общая длительность: | Общая длительность:                            | 1:08:34      |